# Leptolepida rhodesiae
Leptolepida rhodesiae är en fjärilsart som beskrevs av Sergius G. Kiriakoff 1965. Leptolepida rhodesiae ingår i släktet Leptolepida och familjen tandspinnare. Inga underarter finns listade i Catalogue of Life.